# Marratxinet
Marratxinet, antiguamente Marratxí, es una localidad y pedanía española perteneciente al municipio de Marrachí, en la parte suroccidental de Mallorca, comunidad autónoma de las Islas Baleares. Se trata del núcleo de población más antiguo de Marrachí y que da nombre a todo el municipio, situado cerca de La Cabaneta, Es Figueral, y de Santa María del Camino. Posiblemente en este núcleo se ubicó el templo de la primera parroquia que hubo en Marrachí, Santa María de Marrachí, fundada durante el siglo XIII, aunque no se han encontrado los restos.
La composición arcillosa del suelo cultivable y la poca disponibilidad de agua provocaron que las condiciones de vida fueran duras para las tareas agrarias entre el siglo XIX y el siglo XX. El crecimiento de población de los núcleos del término hicieron entrar el núcleo en decadencia: en 1864, la alcaldía se trasladó hacia La Cabaneta, donde sigue actualmente, la desecación del Prat de Sant Jordi hizo que muchas familias de Marratxinet aprovecharan las nuevas tierras de regadío de los huertos nuevos de San Jorge, La Casa Blanca y Son Ferriol y provocaron que en el siglo XX el núcleo progresivamente perdiera población.
Actualmente es una aldea con un rico patrimonio de elementos arquitectónicos del campesinado tradicional mallorquín. En 2010 se crea la Asociación de Vecinos de Marratxinet, sus objetivos son conseguir la adhesión a la asociación de los vecindarios de Marratxinet y reivindicar la dotación de servicios públicos en el núcleo.